# Francesco Clemente
Francesco Clemente (Nápoles, 23 de março de 1952) é um pintor italiano.

## Biografia
Passou a infância na sua cidade natal onde estudou Latim, Grego, Literatura Moderna e Filosofia. Desde muito cedo se familiarizou com outras culturas e diferentes tradições artísticas, acompanhando os pais nas suas viagens.
Com oito anos decide começar a pintar. Já desde os seus quatro anos de idade, a sua mãe começou a recolher os poemas que ele escrevia e, apesar de se opor à ideia, acabaram por ser publicados em 1964. Em 1970 muda-se para Roma onde começa a estudar Arquitectura na Universidade de Roma e onde conhece Joseph Beuys, Cy Twombly e Alighiero Boetti (os três artistas que influenciaram o desenvolvimento do seu trabalho). Em 1973 viaja para a Índia e estabelece-se em Madras em 1978 adquirindo um estúdio. Na Índia estuda línguas orientais, religião e o trabalho de artistas locais com quem frequentemente colabora. Em 1974 empreende uma viagem através do Afeganistão com o seu amigo Alighiero Boetti. Clemente volta a Roma em 1979 mas decide começar a viver em Nova York quando para lá viaja em 1980 e adquire um estúdio em 1983. Divide o seu tempo entre Nova York, Roma e Madras com a sua esposa Alba e os seus quatro filhos.
Movimento e deslocação são de importância vital para Clemente. A sua existência nómada entre estas três cidades influencia largamente o seu trabalho. As viagens constantes alimentam a perpétua mudança do seu estilo e técnica.
A sua obra é maioritariamente autobiográfica. Consiste, na sua grande parte, em desenhos e pastéis, mas apresenta, também, pintura, escultura, mosaico, gravura e fotografia.
O trabalho narrativo ou ilustrativo de Clemente não é criado de uma forma tradicional. Um motivo recorrente na sua obra é a ideia da transformação ou metamorfose. Normalmente, o próprio Clemente é o objecto dessas transformações e desenha-se num estádio intermédio entre homem e mulher, entre ser humano e animal, entre ser humano e objecto, ou como uma criatura híbrida. Para este resultado, aplica diversos estilos, variando entre livre e directo a extremamente depurado e sofisticado.
A urgência criativa atrás do seu trabalho é psicológica. Ele investiga, em geral, a condição humana, instintos básicos e experiências desde o nascimento à morte. A "depicturação" que faz do corpo humano é explicitamente sexual; dá ênfase a orifícios (como a boca) e a funções escatológicas. O ser humano físico surge como um intermediário entre o mundo psicológico interno e o universo exterior. As particularidades distorcidas dos seus retratos parecem espelhar a atitude de Clemente em relação à literatura e à filosofia. Ele confia principalmente "naqueles que pensam com o corpo". As imagens não podem, assim, ser literalmente consideradas como auto-retratos. O corpo é normalmente um meio de propor um tema filosófico dentro de uma estrutura complexa. A sua obra é uma rede de referências e relações entre a análise autobiográfica, auto-retratos mutantes, fantasias eróticas e excêntricas expressões anatómicas. Tudo isto combinado com uma fascinação pelos sistemas metafísicos (cristianismo, alquimia, astrologia e mitologia) todos eles sendo reinterpretados por variadas correntes artísticas (Antiguidade, Renascimento, Surrealismo, Hinduísmo, Expressionismo). Com todos estes elementos ele constrói um labirinto que nem sempre é fácil de decifrar.
O seu trabalho é construído com o que ele chama "lugares-comuns", isto é, fragmentos de experiências que convergem numa rede de relações. Clemente posiciona o seu trabalho entre a ideia e a imagem, uma atitude que não é determinada pela sociedade, pelo estilo ou pela união. É um discurso filosófico aberto.
O seu trabalho tem sido submetido a numerosas exposições retrospectivas incluindo as exposições realizadas no Art Institute de Chicago (1987), no Kunstmuseum em Basileia (1991), no Centro Georges Pompidou, Museu Nacional de Arte Moderna em Paris (1994) e no Solomon R. Guggenheim Museum de Nova York (1999). A sua obra pertence às colecções dos mais importantes museus mundiais.